# Sithandile Dlamini
Sithandile Dlamini (10 de octubre de 1986) es una deportista suazi que compitió en taekwondo. Ganó una medalla de bronce en los Juegos Panafricanos de 2011 en la categoría de +73 kg.

## Palmarés internacional
| Juegos Panafricanos | Juegos Panafricanos | Juegos Panafricanos | Juegos Panafricanos |
| Año                 | Lugar               | Medalla             | Categoría           |
| ------------------- | ------------------- | ------------------- | ------------------- |
| 2011                | Maputo (Mozambique) | Medalla de bronce   | +73 kg              |